# Mindanaoboszangertimalia
De mindanaoboszangertimalia (Micromacronus sordidus) is een zangvogel uit de familie Cisticolidae.

## Verspreiding en leefgebied
Deze soort is endemisch op Mindanao, een eiland in het zuiden van de Filipijnen.

## Status
De grootte van de populatie wordt geschat op 10.000-20.000 volwassen vogels. Het verspreidingsgebied is klein en aangenomen wordt dat de aantallen achteruitgaan. Op de Rode lijst van de IUCN heeft deze soort de status gevoelig.